# Аптекар Мельхіор (фільм)

«Аптекар Мельхіор» —  естонський фільм, знятий у 2021 році, прем’єра якого відбулася у квітні 2022 року. Сюжет фільму заснований на першій частині серії романів Індрека Харгла «Аптекар Мельхіор» «Аптекар Мельхіор і загадкові істоти». Фільм є першою частиною однойменного циклу художніх фільмів. Друга частина «Аптекар Мельхіор. Примара», третя «Аптекар Мельхіор. Дочка ката».
Фільм знятий в рамках естоно-німецько-латвійсько-литовської співпраці, співпродюсерами виступають Maze Productions з Німеччини, Film Angels Productions з Латвії та InScript з Литви. 

## Сюжет
У середньовічному Таллінні вбивають відомого лицаря, який звільнив Балтійське море від піратів. Невідомий злочинець відрубав йому  голову, а в рот жертви засунув безліч монет. Золотий ланцюжок, який він купив того ж дня, відсутній.
Для розслідування злочину пристав призначає аптекаря Мельхіора Вакенстеде, який має гострий розум та детективні здібності. Розумний юнак дізнається, що вбитий шукав таємничого «Талліннського в'язня», і сліди ведуть до Домініканського монастиря. Розв'язується шокуюча серія кровопролиття - кожен, хто зіткнеться з цією таємницею, ризикує загинути. У той же час аптекар починає підозрювати свого учня, який, здається, щось приховує.

## Актори
- Мельхіор Вакенстеде - Мертен Мецавір
- Венцель Дорн - Ало Керве
- Кетерлін Кордт - Маарья Йоганна Мегі
- Хінрік - Кен Рютель
- Шпангейм - Марко Матвере
- Мартін - Мартін Корк
- Роде - Майт Мальмстен
- Рінус - Крістіян Сарв
- Фрайзінк - Андеро Ермель
- Кіліан - Франц Мальмстен мл
- Гедвіга - Хенессі Шмідт
- Касендорп - Хендрік Тумпер молодший
- Дітмар - Яан Пехк
- Людеке - Гатіс Гага

## Кадри з фільму

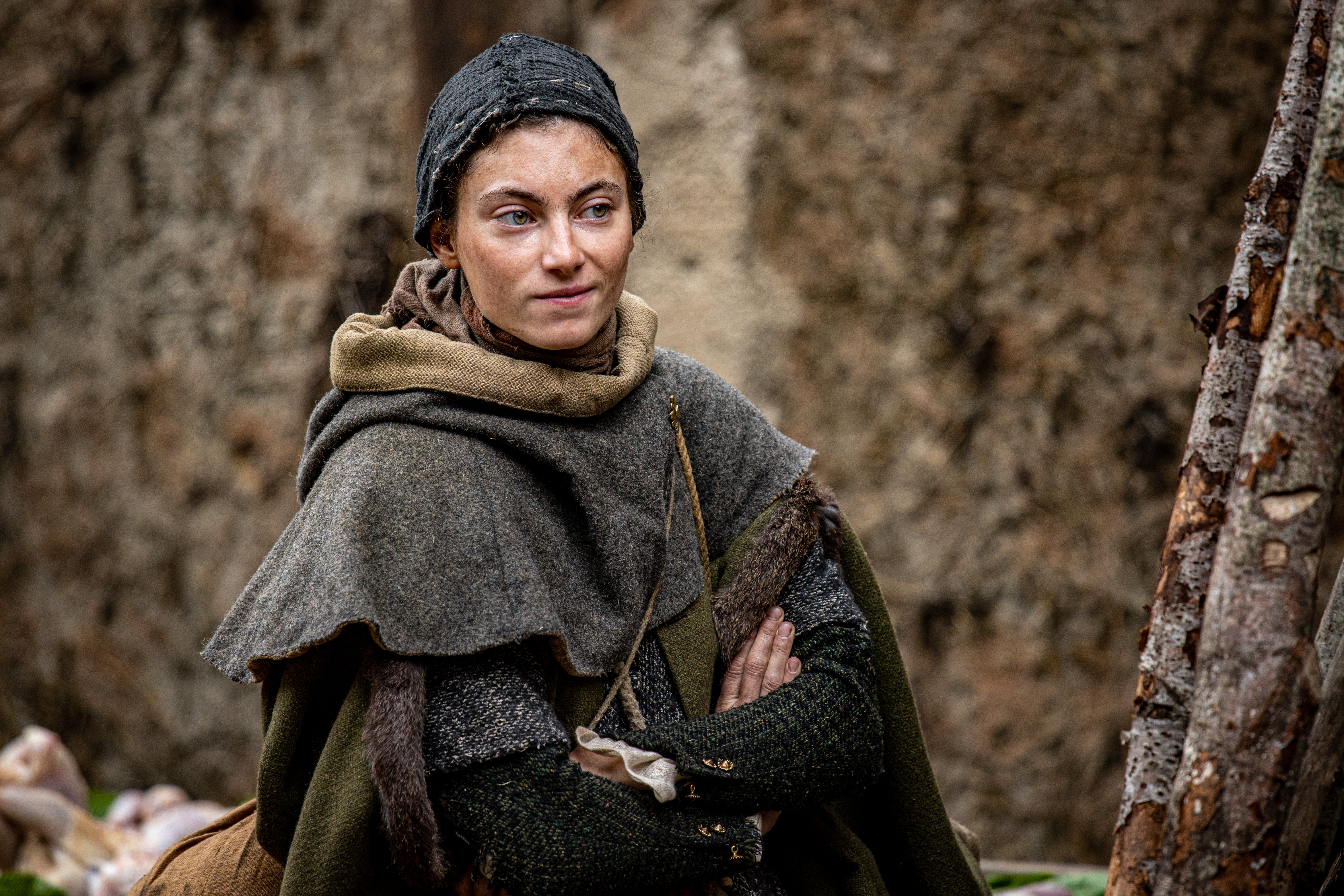
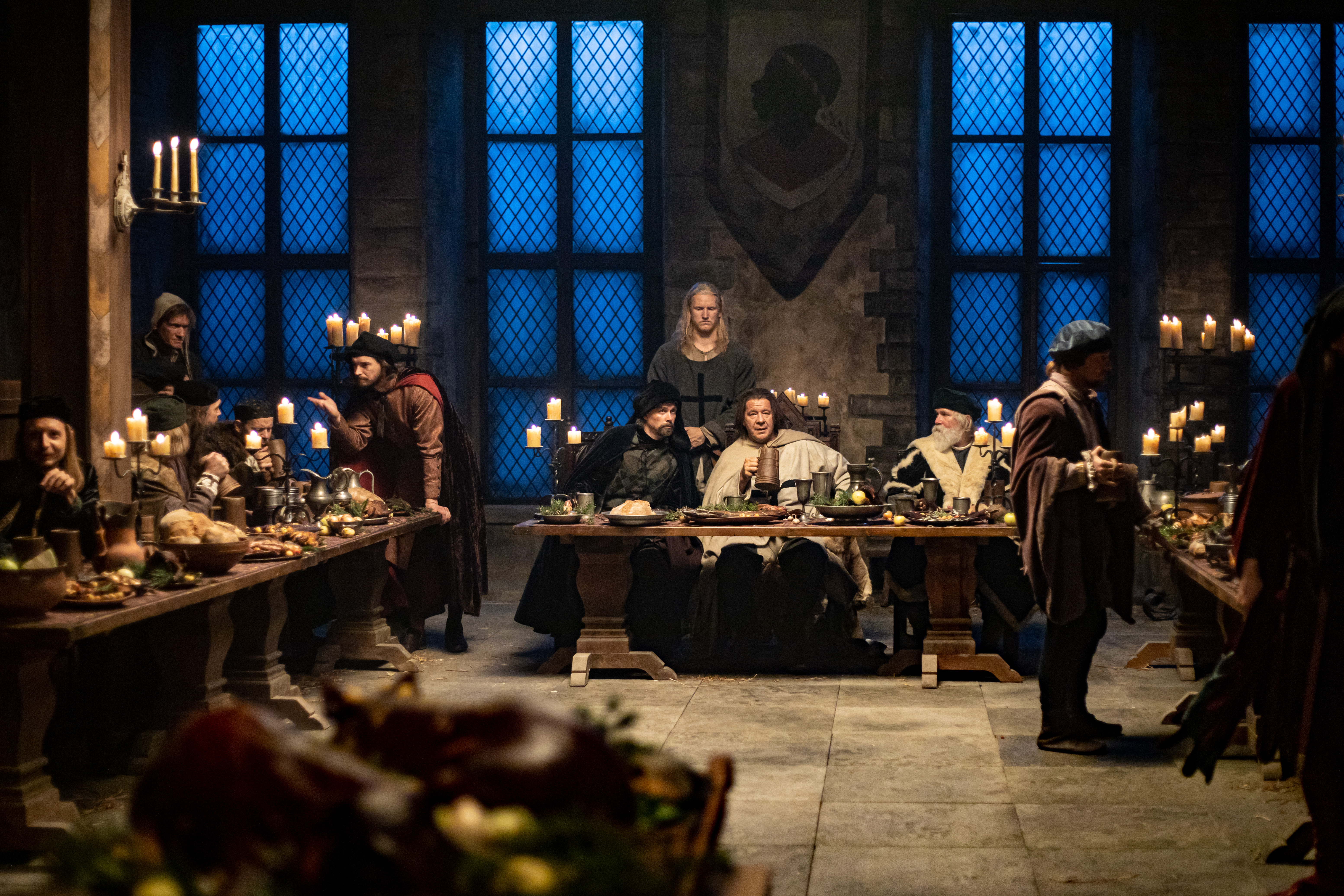
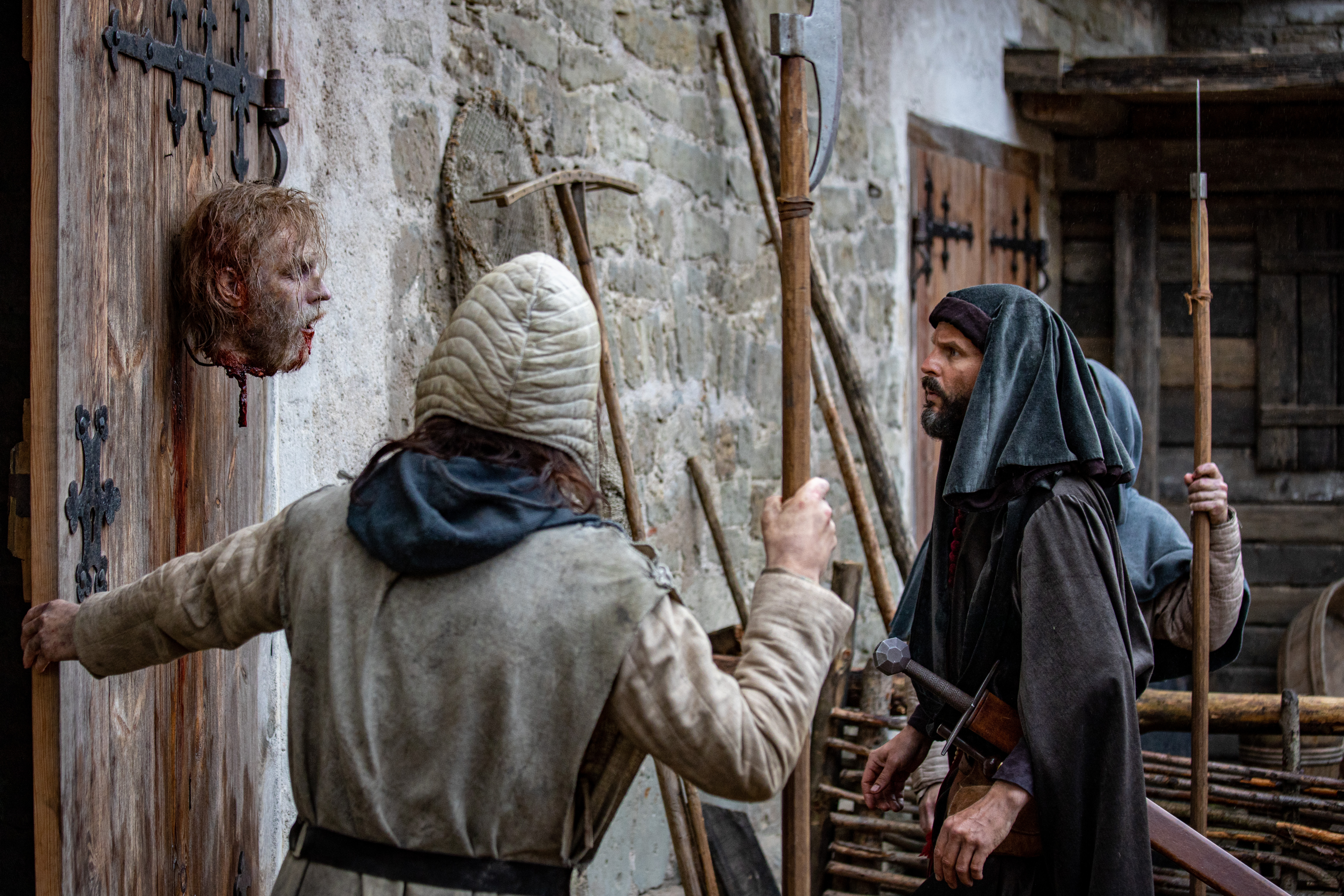
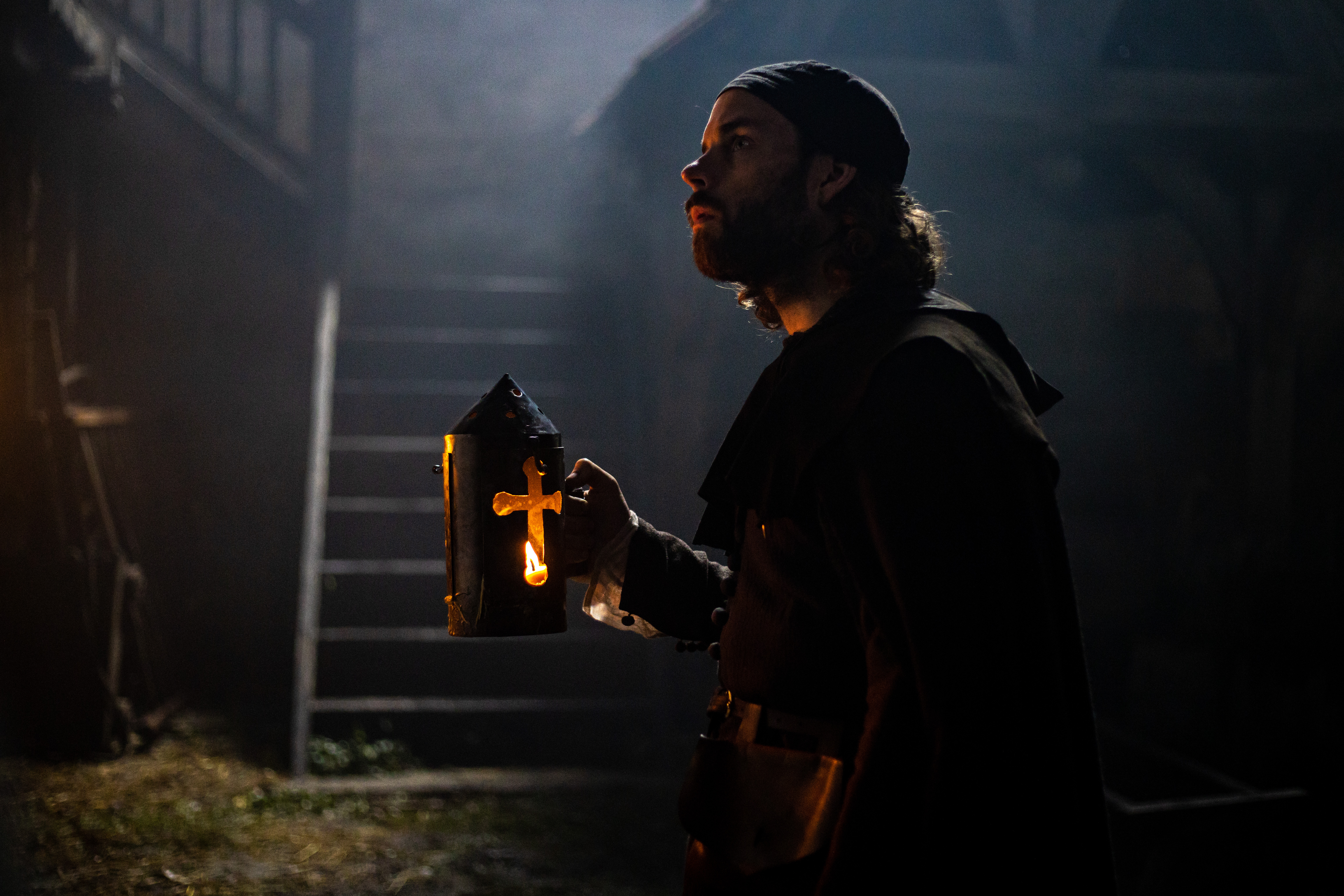
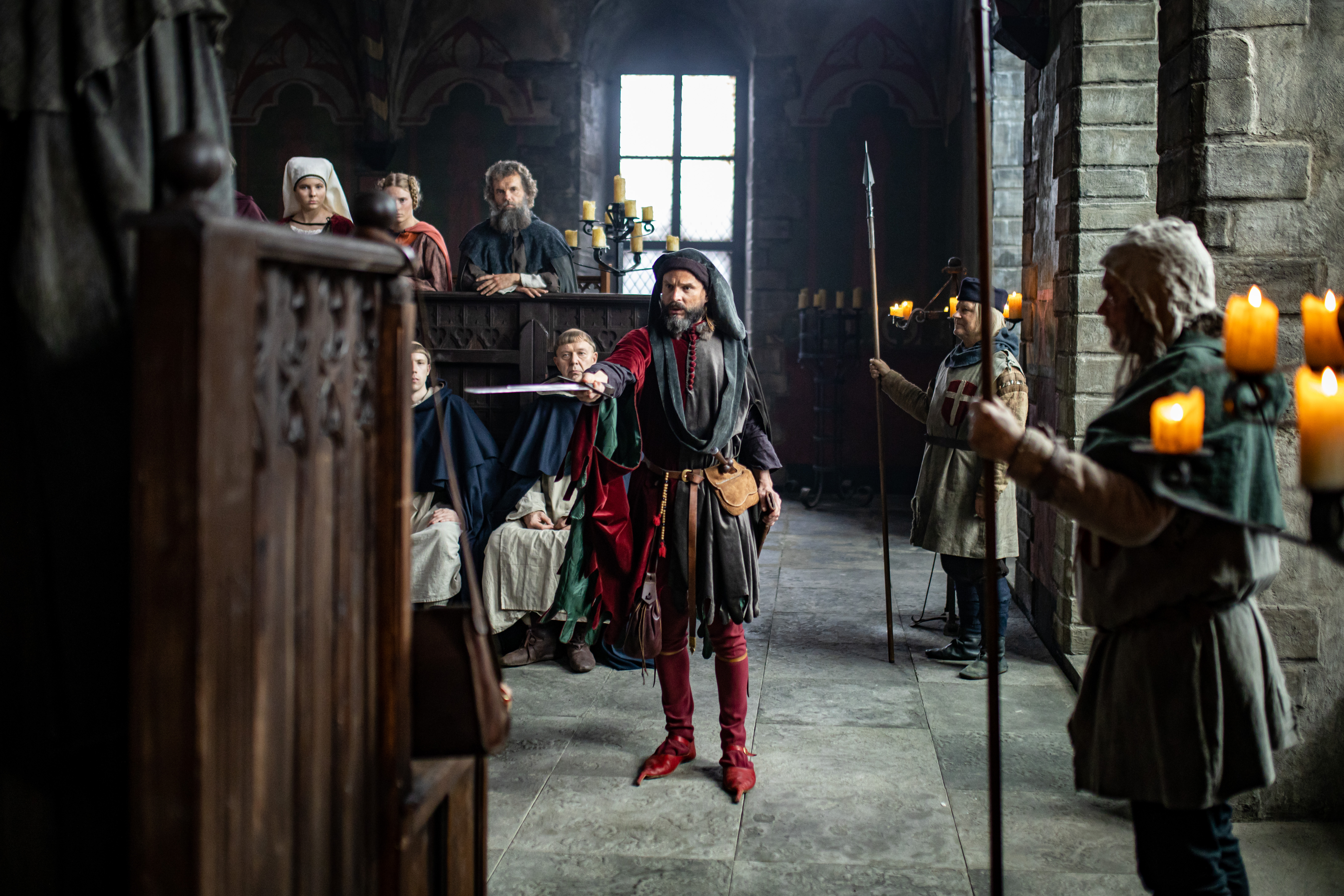
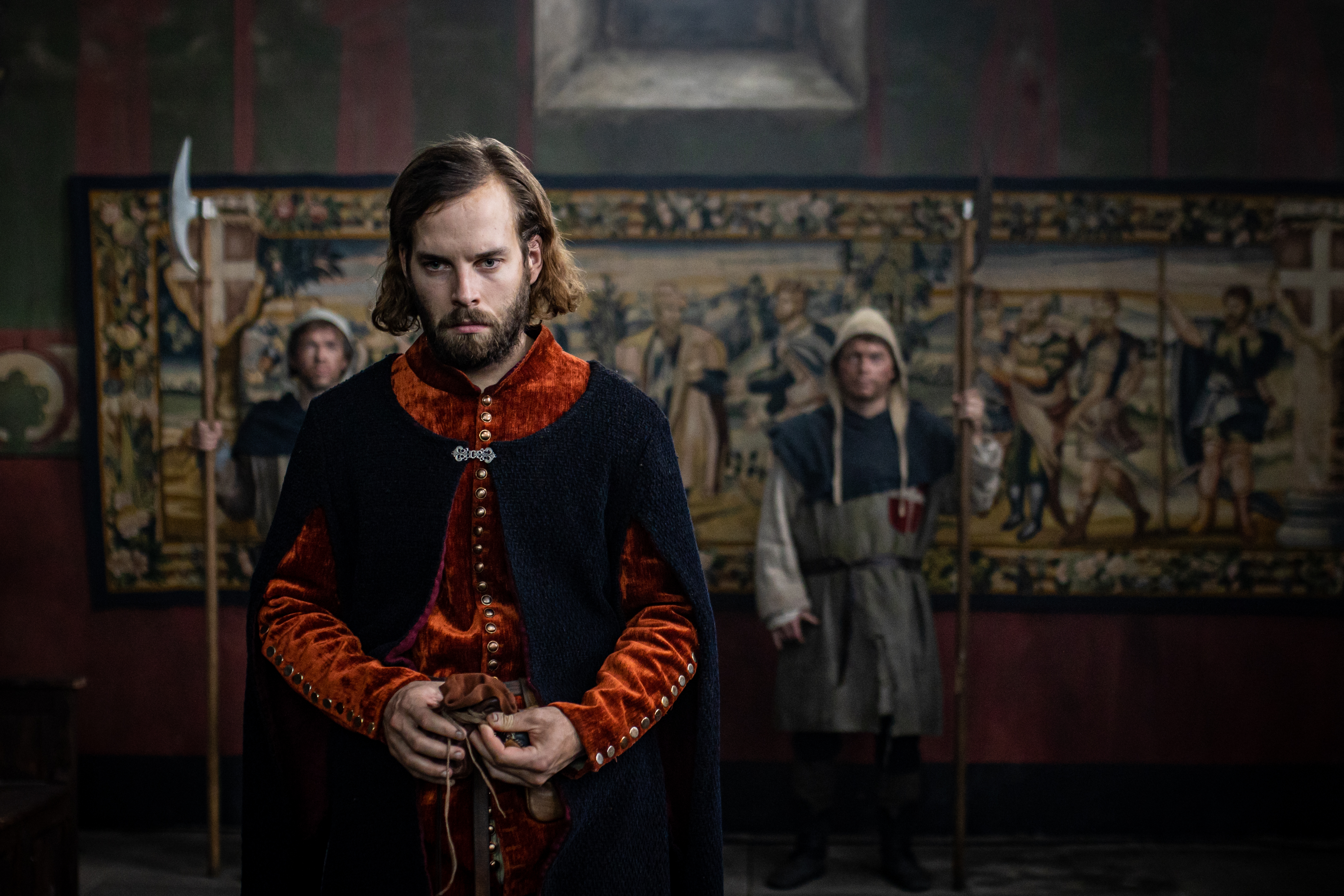
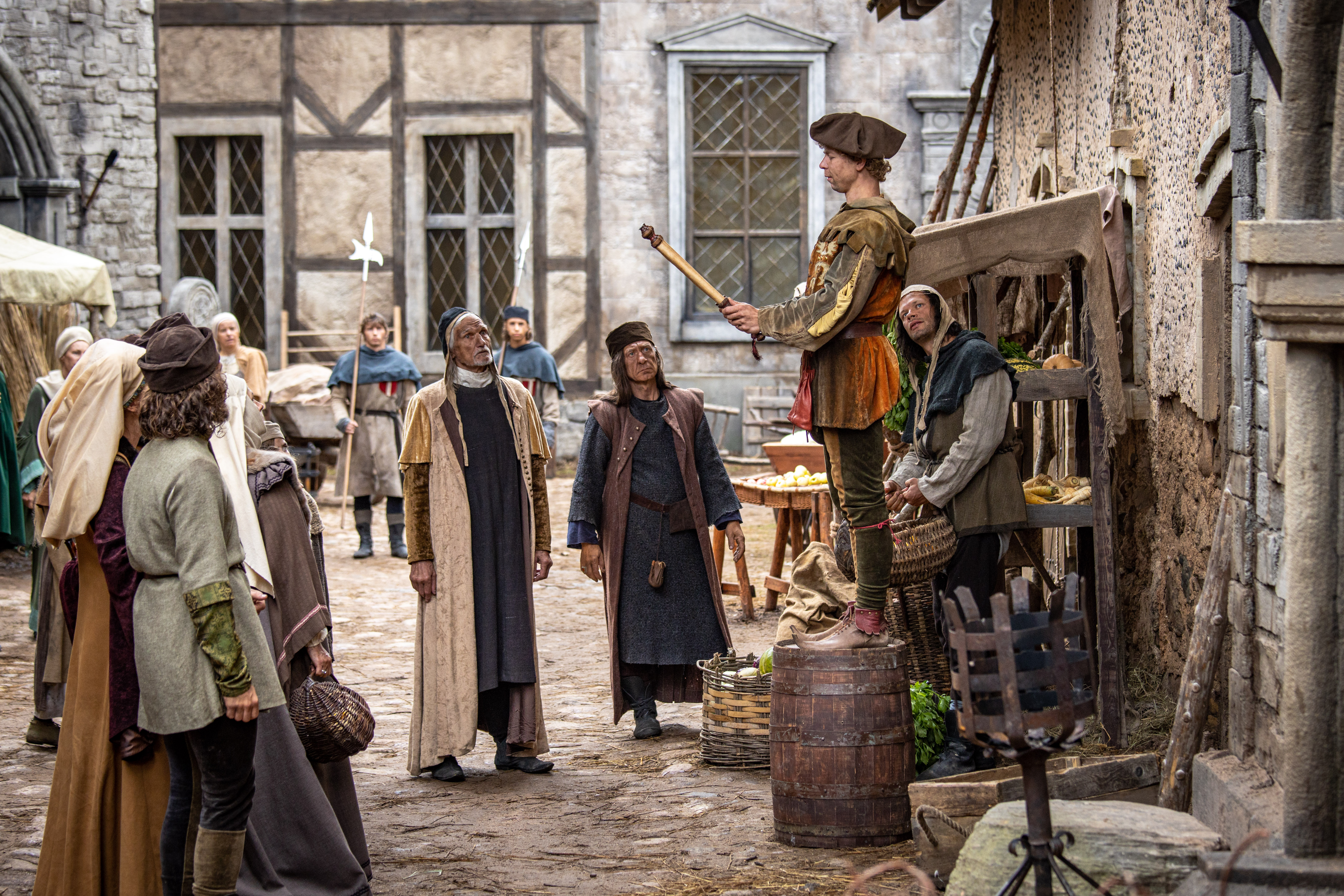
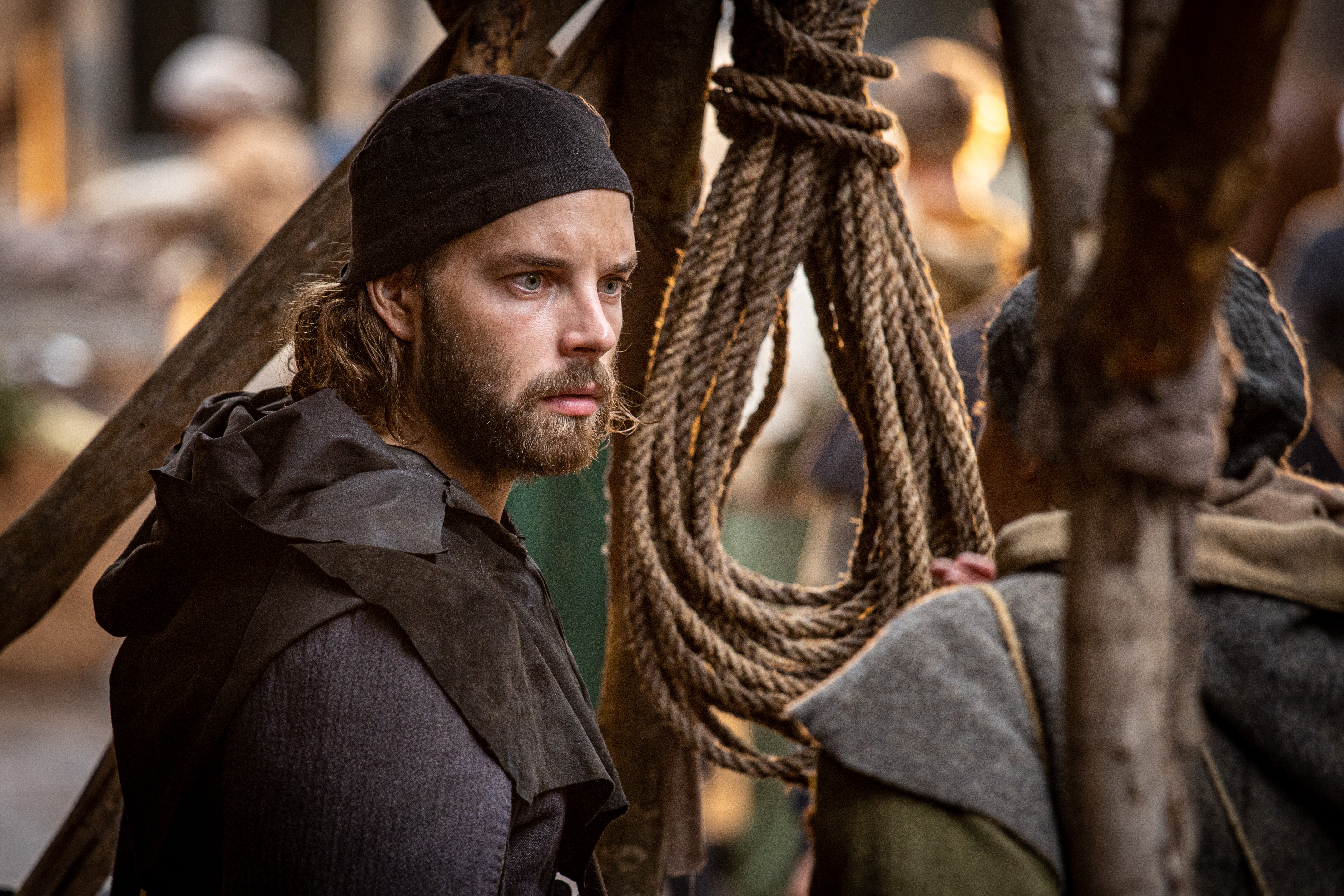
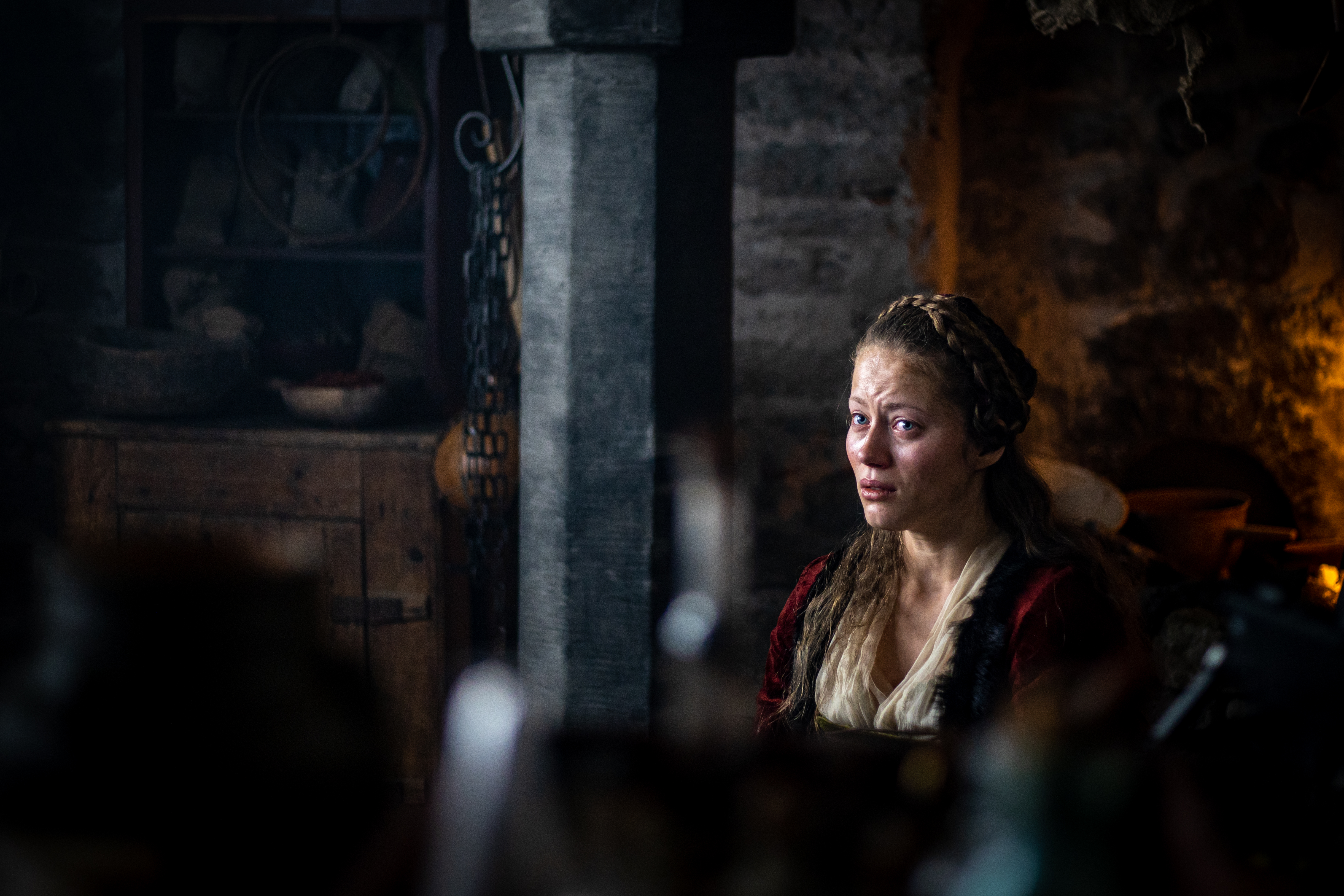
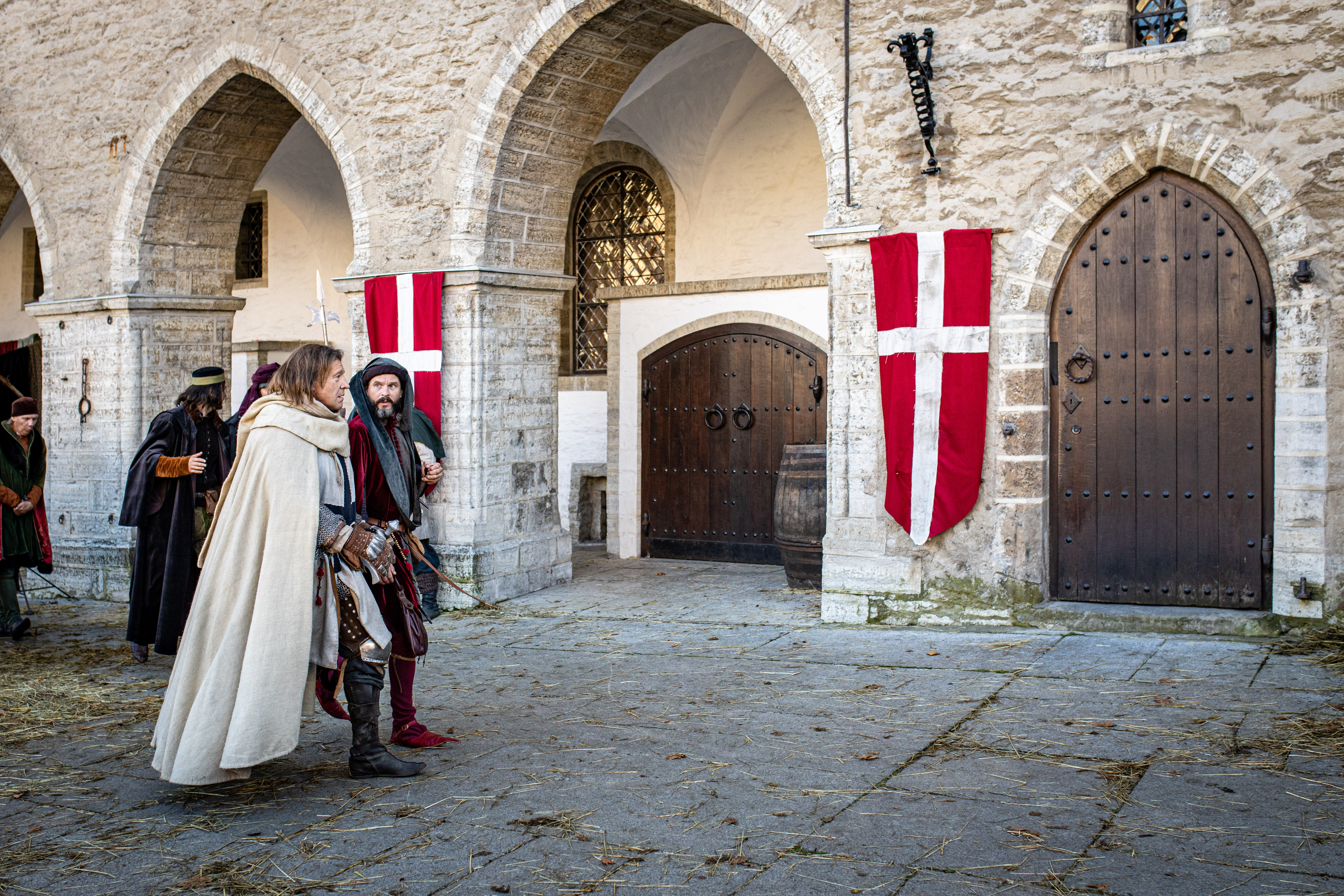
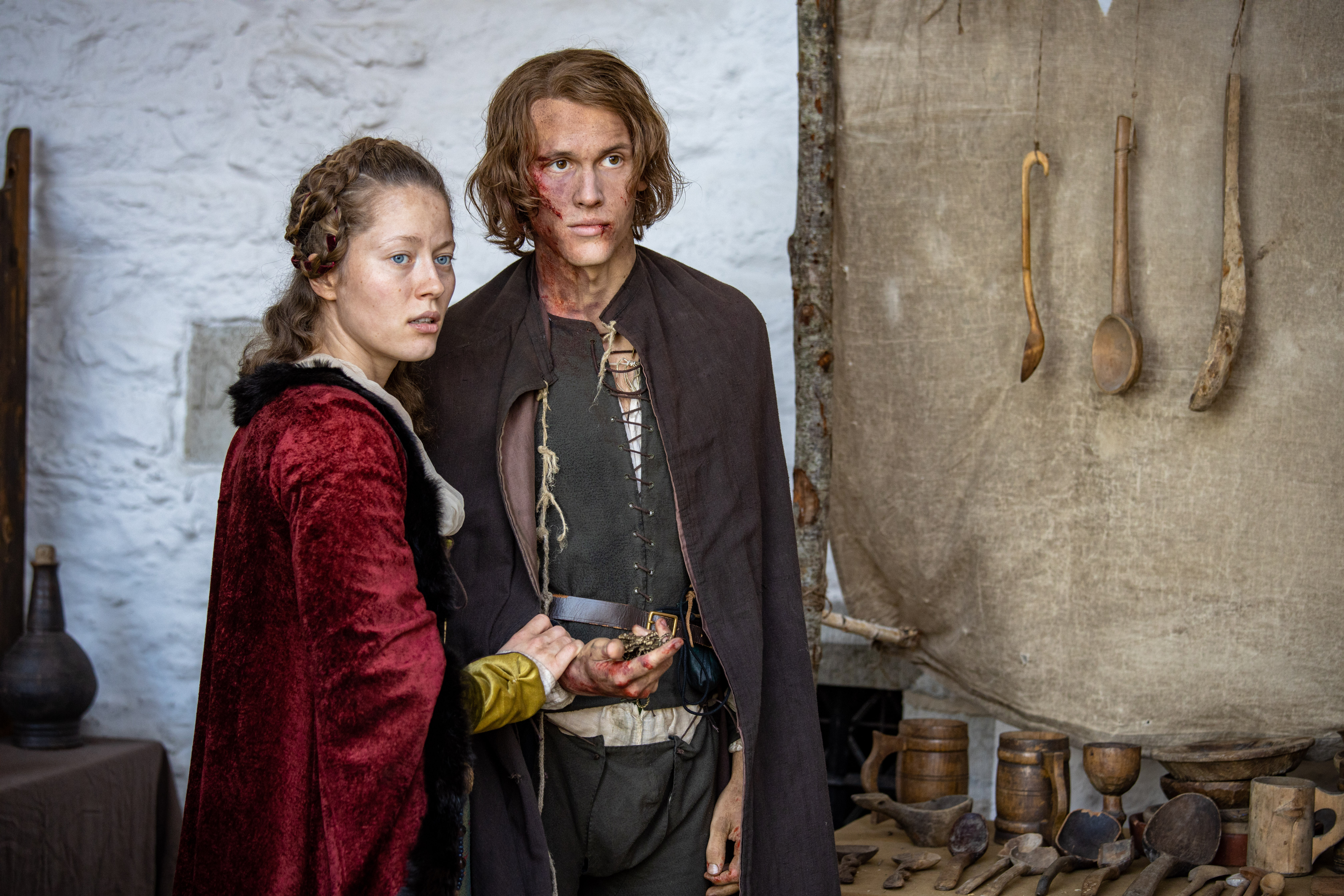
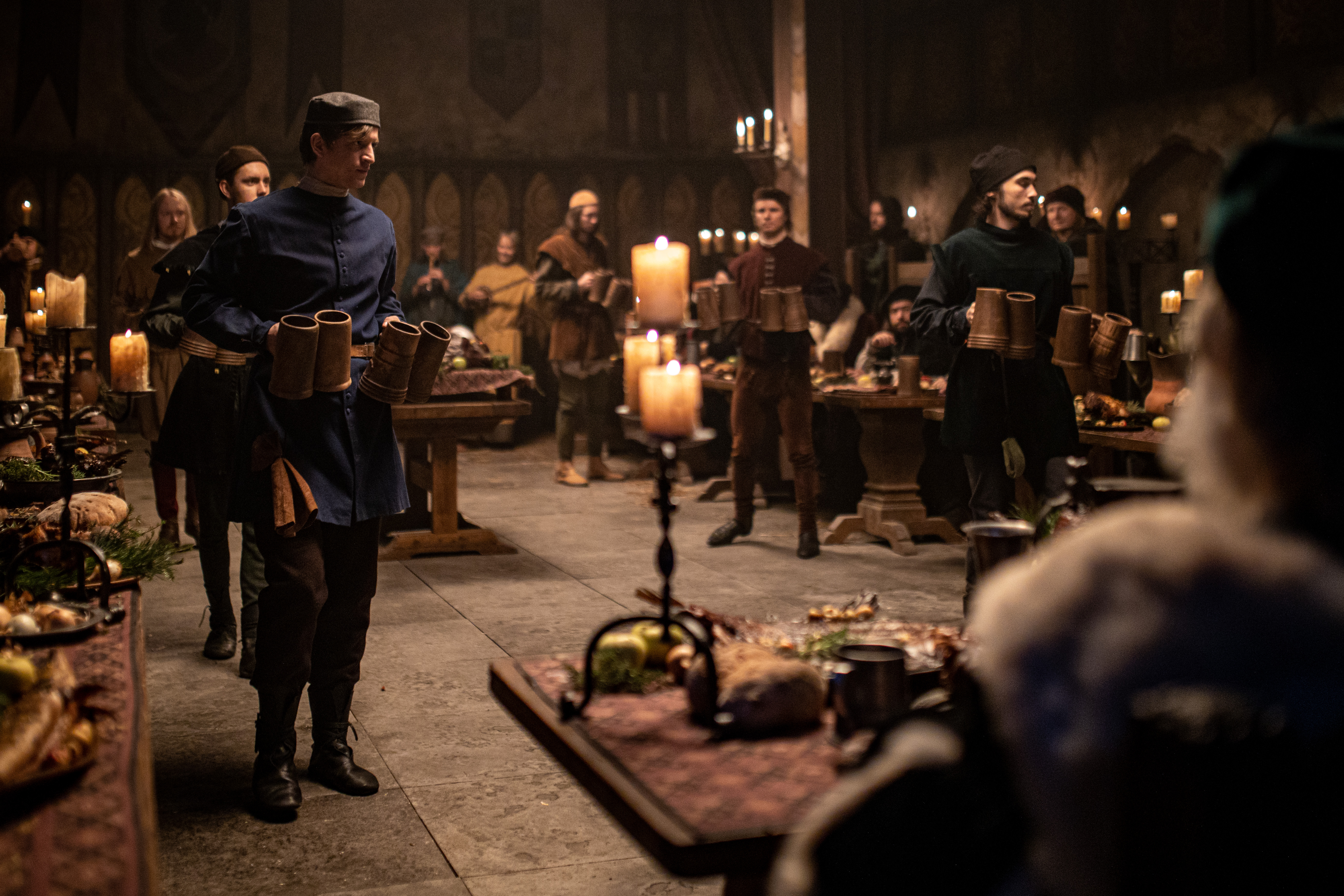

## Нагороди
На кінофестивалі Screamfest оператор Міхкель Сое отримав нагороду за найкращу операторську роботу, а режисер монтажу Маріон Коппель – за найкращий монтаж. 

## Зовнішні посилання
- «Аптекар Мельхіор» на сайті Taska Film
- «Аптекар Мельхіор» на сайті Nafta Films
- «Аптекар Мельхіор» на сайті IMDb